# أرقم (اسم)
أَرْقَم هو اسم علم مذكر من أصل عربي، وجاء الاسم على صيغة أفعل، ومعناه: القلم، من الرَّقْم وهو الكتابة. والأرقم كذلك أخبث الحيات، أو ما كان من الحيات فيه سواد وبياض، ويعد الاسم من الأسماء العربية القديمة.

## الأصل اللغوي
لفظ أَرْقَم هو من المصدر رقم. الرَّقْمُ والتَّرقيمُ: تَعْجيمُ الكتاب. ورَقَمَ الكتاب يَرْقُمُهُ رَقْمًا: أَعجمه وبيَّنه.  
ومنه قوله تعالى في سورة المطففين﴿كِتَابٌ مَّرْقُومٌ﴾ أي قد بُيِّنتْ حروفه بعلاماتها من التنقيط.  
وقولهم: هو يَرْقُمُ في الماء أي بلغ من حِذْقه بالأُمور أن يَرْقُمَ حيث لا يثبت الرَّقْمُ؛ وأما المؤمن فإن كتابه يجعل في عِلِّيِّينَ السماء السابعة، وأما الكافر فيجعل كتابه في أسفل الأرضين السابعة. والمِرْقَمُ: القَلَمُ. يقولون: طاح مِرْقَمُك أي أَخطأَ قلمك. الفراء: الرَّقِيمةُ المرأة العاقلة البَرْزَةُ الفَطِنَةُ. والمُرَقِّمُ والمُرَقِّنُ: الكاتب.

## الشخصيات
- الأرقم ابن أبي الأرقم
- الأرقم الجني